# Miguel Arias Cañete
Miguel Arias Cañete (Madrid, 24 febbraio 1950) è un politico spagnolo, commissario europeo per l'azione per il clima e l'energia nella commissione Juncker dal 1º novembre 2014 al 30 novembre 2019.
Membro del Partito Popolare, è stato Ministro dell'Agricoltura, dell'Alimentazione e dell'Ambiente nel Governo spagnolo dal 2011 al 2014.

## Biografia
Miguel Arias Cañete nacque a Madrid il 24 febbraio 1950, figlio del giudice don Alfonso Arias de la Cuesta, discendente di una famiglia aristocratica. È sposato con la nobile Micaela Domecq y Solís-Beaumont, dalla quale ha avuto quattro figli: Pablo, Micaela, Miguel e Juan Pedro. La famiglia della moglie possiede una grande tenuta agricola a Jerez de la Frontera, in Andalusia, con allevamenti, anche di tori da combattimento, ed è proprietaria del marchio di vini liquorosi Álvaro Domecq S.L.

### Educazione
Arias Cañete studiò alla Scuola Gesuita di Chamartín, prima di frequentare le lezioni di diritto all'Università Complutense di Madrid, dove si laureò nel 1974.

### Carriera professionale
Dopo la laurea entrò nella Pubblica amministrazione spagnola come Avvocato dello Stato. Il suo primo incarico fu nell'Agenzia delle Entrate spagnola, presso l'ufficio di Jerez de la Frontera, per poi essere trasferito in quello di Cadice.
Nel 1978 si dimise da pubblico funzionario per diventare professore di diritto all'Università di Cadice, dove rimase fino al 1982, prima di entrare in politica nell'Alleanza Popolare.

### Carriera politica
Dal 1982 al 1986 fu membro del Parlamento dell'Andalusia e senatore, come rappresentante della città di Cadice.
Nel 1986 fu eletto europarlamentare e rimase nel Parlamento europeo fino al 1999, ricoprendo anche l'incarico di presidente nelle Commissioni Agricoltura e Politiche regionali. Tra il 1995 e il 2000 fu anche Consigliere municipale a Jerez de la Frontera.
Nel 2000 fu di nuovo eletto senatore per la città di Cadice, incarico che conservò fino al 2004; tra il 27 aprile 2000 e il 18 aprile 2004 fu anche Ministro dell'Agricoltura nel governo presieduto da José María Aznar.
Nelle elezioni politiche del 2004 fu eletto deputato, rappresentando ancora il collegio di Cadice fino al 2008, quando nelle nuove elezioni fu rieletto al Congresso, ma per il collegio di Madrid, incarico che conservò fino al 2014.
Tra il 2004 e il 2008 fu anche segretario per l'economia e presidente del comitato elettorale del Partito Popolare spagnolo.
Il 22 dicembre 2011 Mariano Rajoy lo nominò Ministro dell'Agricoltura, dell'Alimentazione e dell'Ambiente nel nuovo governo formato dopo la vittoria popolare alle elezioni politiche del 2011.
Il 28 aprile 2014 si è dimesso dagli incarichi nazionali per candidarsi come capolista del suo partito alle elezioni europee.

### Commissario europeo
Il 10 settembre 2014 è designato come commissario europeo della Spagna in seno alla commissione Juncker, in cui gli viene affidato il portafoglio per l'azione per il clima e l'energia. È cessato dalla carica il 30 novembre 2019.

## Controversie
Arias Cañete è stato più volte accusato di conflitto di interessi.
Quando è stato presidente della commissione Agricoltura e sviluppo rurale del Parlamento europeo era sospettato di avere interessi in alcune imprese del settore agricolo. 
Molti gruppi ambientalisti e anti-corruzione hanno criticato e manifestato contro la sua nomina a commissario con l'incarico per l'azione per il clima e l'energia a causa del coinvolgimento della sua famiglia nell'industria petrolifera.